# Дисоцијатив
Дисоцијативи су класа халуциногена која искривљују перцепцију вида и звука и производе осећање издвојености (дисоцијације) из околине и самога себе. До тога долази путем редуковања или брокирања сигнала ка свесном делу мозга од других делова мозга. Мада многи типови лекова могу да имају такво дејство, дисоцијативи су јединствени по томе што производе халуциногене ефекте, који могу да обухватају сензорну депривацију, дисоцијацију, халуцинације и сну слична стања или трансове. Неки од лекова ове групе са неселективним дејством који утичу на допаминске и/или опиоидне системе, могу да имају способност индуковања еуфорије. 